# The New Cambridge Medieval History
The New Cambridge Medieval History (NCMH) ist ein bedeutendes mediävistisches Handbuch, das von der Cambridge University Press (CUP) verlegt wird. Die NCMH, die sieben Bände in acht Teilbänden umfasst, ersetzt wenigstens teilweise die alte Cambridge Medieval History, die in der ersten Hälfte des 20. Jahrhunderts erschienen ist.
Wie alle Cambridge-History-Reihen ist die NCMH von einem teils äußerst namhaften Autorenkollektiv aus mehreren (nicht nur englischsprachigen) Ländern verfasst worden. Jeder Band umfasst mehrere „Aufsätze“, die nicht nur die Ereignisgeschichte behandeln, sondern auch beispielsweise auf die Kultur-, Sozial- und Wirtschaftsgeschichte eingehen. Dazu bietet jeder Band eine umfassende Bibliographie. In verschiedenen Besprechungen hat die NCMH recht vorteilhaft abgeschnitten.
Die verschiedenen Bände wurden zwischen 1995 (Bd. 2) und 2005 (Bd. 1) fertiggestellt und repräsentieren den (zum Zeitpunkt der Publikation) neueren mediävistischen Forschungsstand. Der Zeitrahmen, den die NCMH abdeckt, unterscheidet sich etwas von der alten Auflage, die bereits in der Zeit Konstantins des Großen einsetzte. Die neue Auflage der Cambridge Ancient History, dem aktuellen Forschungstrend der Alten Geschichte entsprechend, deckt hingegen nun die gesamte Spätantike bis zum Jahr 602 ab (Tod des Maurikios). Die NCMH setzt um 500 an und behandelt die Zeit bis 1500, wobei der gesamte europäische Raum sowie Byzanz und der Islam Beachtung finden.

## Einzelbände
- Volume 1, c. 500–c. 700 (2005), hrsg. von Paul Fouracre
- Volume 2, c. 700–c. 900 (1995), hrsg. von Rosamond McKitterick (Digitalisat)
- Volume 3, c. 900–c. 1024 (2000), hrsg. von Timothy Reuter
- Volume 4, c. 1024–c. 1198 (2004), 2 Teilbde., hrsg. von David Luscombe, Jonathan Riley-Smith[1]
- Volume 5, c. 1198–c. 1300 (1999), hrsg. von David Abulafia
- Volume 6, c. 1300–c. 1415 (2000), hrsg. von Michael Jones
- Volume 7, c. 1415–c. 1500 (1998), hrsg. von Christopher Allmand

## Die Cambridge Medieval History
Die erste Cambridge Medieval History wurde 1911 bis 1936 bei CUP und Macmillan veröffentlicht. Die ersten beiden Bände erschienen noch vor dem Ersten Weltkrieg, danach musste die Veröffentlichung bis 1922 unterbrochen werden. Herausgegeben wurde sie von John Bagnell Bury (Planung), Henry Melvill Gwatkin (1844–1916), James Pounder Whitney (1857–1939), ab Band 4 auch von Joseph Robson (1860–1931), Charles-William Previté-Orton (1877–1947) und zuletzt von Zachary Nugent Brooke (1883–1946).
- Band 1: The Christian Roman Empire and the Foundation of the Teutonic Kingdoms, 1911 (die Zeit des Kaisers Konstantin bis kurz vor Justinian)
- Band 2: The Rise of the Saracens and the Foundation of the Western Empire, 1913 (von Justinian bis Karl dem Großen)
- Band 3: Germany and the Western Empire, 1922 (von 814 bis etwa 1000)
- Band 4: The Eastern Roman Empire (717–1453), 1923
- Band 5: Contest of Empire and Papacy, 1926
- Band 6: Victory of the Papacy, 1929
- Band 7: Decline of Empire and Papacy, 1932
- Band 8: The close of the Middle Ages, 1936